# Lavajärvi (sjö i Tavastkyro, Birkaland)
Lavajärvi är en sjö i kommunen Tavastkyro i landskapet Birkaland i Finland. Sjön ligger 71,7 meter över havet. Arean är 1,87 kvadratkilometer och strandlinjen är 11,17 kilometer lång. Sjön  ingår i Kumo älvs huvudavrinningsområde.   Den ligger omkring 24 km nordväst om Tammerfors och omkring 180 km norr om Helsingfors. 
Sjön avvattnas av Lavajoki. Norr om sjön ligger byn Komi och söder om sjön Lavajärvi.